# The Source (Álbum)
The Source es el noveno álbum de estudio de Ayreon, Un proyecto del músico neerlandés Arjen Anthony Lucassen, Publicado el 28 de abril de 2017.
Como en cualquier álbum de Ayreon, este es un álbum conceptual con un personaje representado por un cantante invitado. A diferencia del álbum anterior The Theory of Everything,  marca un regreso a la ciencia ficción;  actúa, como una precuela de 01011001, haciéndolo el primer álbum en la cronología de esta historia. Es el primer álbum de Lucassen con su nueva discográfica, Mascot Label Group.
Siguiendo el estilo del proyecto, el álbum presenta varios cantantes invitados para retratar a los personajes a través del álbum; a pesar de que Lucassen normalmente prefiere trabajar solo una vez con un cantante, en este álbum regresan varios intérpretes, incluyendo a James LaBrie (Dream Theater), Simone Simons (Epica), Floor Jansen (Nightwish), Hansi Kürsch (Blind Guardian), Tobias Sammet (Edguy, Avantasia), Tommy Karevik (Kamelot, Seventh Wonder), y Russell Allen (Symphony X), que se unen a recién llegados como Tommy Rogers (Between the Buried and Me), para un total de once vocalistas principales.

## Trama

### Chronicle 1: The Frame
La historia empieza en un pasado distante en un planeta llamado Alpha en la Galaxia Andrómeda, habitado por nuestros antepasados humanos. A pesar de los mejores esfuerzos del Líder de la Oposición (Tommy Karevik), El Presidente (Russell Allen) ha dado a una computadora central conocida como "The Frame" poderes absolutos sobre Alpha, para así poder solucionar sus problemas ecológicos y políticos. Aun así, The Frame, cuya inteligencia ha superado a la de los Alphans', ha decidido que la única manera posible de solucionarlos era destruir a la humanidad, y cerrar todos sistemas de soporte para extinguir su raza. Los Alphans entran en desesperación sobre su destino, cuando El Presidente se da cuenta de que se ha equivocado ("The Day That the World Breaks Down"). Algunos Alphans, como El Diplomático (Michael Eriksen) y La Consejera (Simone Simons), Creen que todavía hay esperanza, al igual que El Capitán (Tobias Sammet), quién propone utilizar su nave espacial, el Starblade, para llevar un número pequeño de Alphans a un mundo nuevo así poder empezar de nuevo; entretanto, El Profeta (Nils K. Rue) Prevé el hecho de que huiran, mientras también pronostica un "mar de maquinas" similares a los Alphas ("Sea of Machines"). Finalmente, los Alphans han llegado a la conclusión que no hay ninguna esperanza de salvar su mundo ("Everybody Dies").

### Chronicle 2: The Aligning of the Ten
Las personas son seleccionadas, basados en su competencia, para dejar Alpha a bordo del Starblade. Incluye todos los personajes anteriormente mencionados más TH-1 (Mike Mills), Un robot permaneció fiel a la raza humana, para ayudarlos, e intentar empezar de nuevo en un mundo distante, un planeta con agua localizada cerca la estrella de Sirrah ("Star of Sirrah"). Con el corazón roto, dan sus últimas despedidas a sus seres queridos ("All That Was"). Pasando por el caos apocalíptico en el que su mundo se ha convertido, se las arreglan de milagro para llegar al Starblade ("Run! Apocalypse! Run!"), Pero, a medida que se preparan para la partida, se sienten abrumados por la culpa y la tristeza de haber condenado al mundo, y haber sido elegidos para escapar mientras el resto del mundo se queda para morir ("Condemned to Live").

### Chronicle 3: The Transmigration
Después de finalmente escaparse de Alpha, los seres humanos supervivientes son inyectados con una droga hecha por El Farmacéutico (Tommy Rogers), llamada "Eternidad Líquida" pero sobre todo se conoce como "La Fuente" (The Source), que hará que sus cuerpos sean capaces de vivir bajo el agua y comunicarse por telepatía, ya que el mundo al que se dirigen es acuático; También ampliará drásticamente su vida, haciéndolos prácticamente inmortales. Se ponen en una animación suspendida, ya que su viaje tomará muchos años ("Aquatic Race"). En sueños, los humanos imaginan el hermoso mundo que les espera ("The Dream Dissolves").Los antiguos Alphans finalmente despiertan al llegar a Sirrah y lloran, conscientes de que durante los muchos años que les llevó viajar, su planeta, junto con todos sus seres queridos, se han extinguido ("Deathcry of a Race"). Sin embargo, también están llenos de esperanza a la vista de su nuevo mundo ("Into the Ocean").

### Chronicle 4: The Rebirth
Los humanos y TH-1 empiezan a construir su nueva casa, que llaman la "Bahía de los Sueños"; Ahora viven bajo el agua, ya que los rayos del sol de Sirrah son mortales. Algunos están preocupados por el futuro, otros tienen esperanza. El Profeta prevé que de hecho harán que la raza humana siga su curso, pero también predice que el futuro que les espera es oscuro ("Bay of Dreams"). Con sus mentes comunicándose por telepatía, los supervivientes ahora se sienten más unidos que nunca, y deciden nombrar a su nuevo planeta "Y" ("Planet Y Is Alive!"). Como efecto secundario, la Fuente (The Source) les ayuda a relajarse, y gradualmente les hace olvidar sus vidas pasadas en Alpha. Ellos afortunadamente dejan que esto suceda ("The Source Will Flow"), y, sin la culpa y la tristeza del pasado, ahora miran brillantemente al futuro ("Journey to Forever"). Todavía tienen dudas, temiendo que puedan repetir sus errores del pasado, y que La Fuente pueda cambiar sus mentes y hacerles perder su humanidad; El Profeta predice que sus espíritus ciertamente se volverán vacíos, pero que "la segunda venida del Alma Universal" Un día los volverá a hacer enteros una vez más ("The Human Compulsion"). Entretanto, TH-1, sin propósito, pronostica que crecerá y se convertirá en el nuevo "The Frame", empezando el ciclo de nuevo y anuncia que "la edad de sombras" empezara (la melodía y línea se refieren directamente a la canción de apertura del 01011001 "Age of Shadows")

## Producción

### Composición
Cuándo Lucassen empezó a escribir nueva música,  creía que resultaría en un solo álbum. Eventualmete, se dio cuenta la música era demasiado pesada para cantarla él, así que decidió convertirlo en un álbum de Star One, otro de sus proyectos. Finalmente, notó elementos folk y decidió sería un lanzamiento de Ayreon.
Mike Mills escribió las melodías de su personaje en "The Day That the World Breaks Down" en el que las letras son los dígitos binarios codificados ASCII  para "Trust TH1", siendo TH1 su personaje en el álbum. Según Lucassen, The Source es el álbum con mayor protagonismo de las guitarras de todos los álbumes de Ayreon .
El personaje de Floor Jansen es "La Bióloga"; curiosamente, ella de niña quería ser bióloga, de lo cual Lucassen no tenía idea. El desempeño de James LaBrie en The Theatre Equation llevó a Arjen a hacerle una inviacion para un nuevo proyecto, invitación que LaBrie aceptó antes de que Lucassen pudiera terminar su petición.
Arjen no quedó complacido con el solo de guitarra inicial de Marcel Coenen, así que trabajaron en una segunda versión que fue la que sale en el álbum y Lucassen lo describió como "uno de los mejores solos que he escuchado". Según él, Coenen le dio las gracias por haberlo presionado para llegar más lejos.

### Grabación
Varios miembros del reparto no grabaron sus partes correspondientes con Lucassen en el estudio de Electric Castle como es usual: Tommy Karevik no podía realizar el viaje, pero Lucassen declaró que "él es un cantante tan increíble que sabía que no era necesario". Tommy Rogers y Nils K. Rue Grabaron sus líneas vocales en Estados Unidos y Noruega, respectivamente.
El baterista Ed Warby, el violinista Ben Mathot, y el flautista Jeroen Goossens, todos ellos colaboradores de antiguos, volvieron para el álbum.

### Promoción
Lucassen anunció oficialmente que su próximo proyecto sería un nuevo álbum de Ayreon el 6 de octubre de 2016 a través de un teaser con algunas de las canciones ya grabadas. Desde el 13 de octubre hasta el 23 de diciembre, organizó regularmente "juegos de adivinanzas" en la página de Facebook de Ayreon, publicando una muestra del álbum con un cantante o un músico invitado y pidiendo a sus fanes adivinar quién era, luego escogiendo una de las respuestas correctas para darles un regalo. El 13 de enero de 2017, anunció que Yann Souetre estaba a cargo de la portada, y el 19 de enero reveló el título y la portada del álbum, añadiendo que la portada de Souetre fue una gran inspiración en el proceso creativo del álbum.
"The Day That the World Breaks Down" ("El día que el mundo se rompió"), la canción de apertura del álbum que cuenta con todo el elenco, excepto Zaher Zorgati, fue lanzado por Lucassen en YouTube el 26 de enero de 2017. Otra canción, "Everybody Dies" ("Todo el mundo muere") fue lanzado el 23 de febrero. El tercer video lyric, "The Source Will Flow" ("La fuente fluirá"), surgió después de un concurso que terminó en cuatro videos hechos por los fanes, y el ganador fue decidido a través de voto popular. "Star of Sirrah" ("Estrella de Sirrah") fue la cuarta pista en ser lanzada como un video lyric el 18 de abril.

## Listado de pistas

### Chronicle 1: The Frame
Todas las canciones escritas y compuestas por Arjen Anthony Lucassen, except Mike Mills' lyrics and melodies by Mills and Lucassen. 
| Chronicle 1: The 'Frame |                                      | |          |  |
| N.º                     | Título                               | Vocalists | Duración |  |
| 1.                      | «The Day That the World Breaks Down» | James LaBrie, Tommy Karevik, Tommy Rogers, Simone Simons, Nils K. Rue, Tobias Sammet, Hansi Kürsch, Mike Mills, Russell Allen, Michael Eriksen, Floor Jansen | 12:31    |  |
| 2.                      | «Sea of Machines»                    | Rogers, Eriksen, Rue, Simons, Sammet, Allen | 5:08     |  |
| 3.                      | «Everybody Dies»                     | Mills, Karevik, Rogers, Allen, Kürsch, Eriksen, Sammet, Jansen                                                                                               | 4:42     |  |

### Chronicle 2: The Aligning of the Ten
| Chronicle 2: The Aligning of the Ten |                         |                                                             |          |  |
| N.º                                  | Título                  | Vocalists                                                   | Duración |  |
| 4.                                   | «Star of Sirrah»        | LaBrie, Allen, Kürsch, Sammet, Rue, Rogers, Eriksen, Jansen | 7:03     |  |
| 5.                                   | «All That Was»          | Simons, Jansen, LaBrie, Eriksen                             | 3:36     |  |
| 6.                                   | «Run! Apocalypse! Run!» | Karevik, Kürsch, Mills, Allen, Jansen, Sammet, Rue, LaBrie  | 4:52     |  |
| 7.                                   | «Condemned to Live»     | LaBrie, Rogers, Eriksen, Simons, Karevik, Jansen            | 6:14     |  |

### Chronicle 3: The Transmigration
| Chronicle 3: The Transmigration |                       |                                                                         |          |  |
| N.º                             | Título                | Vocalists                                                               | Duración |  |
| 1.                              | «Aquatic Race»        | LaBrie, Sammet, Karevik, Eriksen, Allen, Simons, Rogers, Jansen, Kürsch | 6:46     |  |
| 2.                              | «The Dream Dissolves» | Simons, Jansen, Eriksen, Rue                                            | 6:11     |  |
| 3.                              | «Deathcry of a Race»  | Allen, Sammet, Jansen, Karevik, Zaher Zorgati, Simons                   | 4:43     |  |
| 4.                              | «Into the Ocean»      | Allen, Mills, Eriksen, Kürsch, Sammet, Karevik, Rue                     | 4:53     |  |

### Chronicle 4: The Rebirth
| Chronicle 4: The Rebirth |                         |                                                                              |          |  |
| N.º                      | Título                  | Vocalists                                                                    | Duración |  |
| 5.                       | «Bay of Dreams»         | LaBrie, Rogers, Mills, Eriksen, Rue                                          | 4:24     |  |
| 6.                       | «Planet Y Is Alive!»    | Karevik, Allen, Kürsch, Mills, Sammet, Jansen                                | 6:02     |  |
| 7.                       | «The Source Will Flow»  | Rogers, LaBrie, Simons                                                       | 4:13     |  |
| 8.                       | «Journey to Forever»    | Sammet, Eriksen, Kürsch                                                      | 3:19     |  |
| 9.                       | «The Human Compulsion»  | Simons, LaBrie, Rogers, Eriksen, Allen, Rue, Sammet, Kürsch, Karevik, Jansen | 2:15     |  |
| 10.                      | «March of the Machines» | Mills                                                                        | 1:40     |  |

## Charts
| Chart (2017)                        | Peak position |
| ----------------------------------- | ------------- |
| Austria (Ö3 Austria)                | 21            |
| Bélgica (Ultratop flamenca)         | 38            |
| Bélgica (Ultratop valona)           | 36            |
| Países Bajos (Album Top 100)        | 1             |
| Finlandia (Suomen Virallinen Lista) | 24            |
| Francia (SNEP)                      | 95            |
| Noruega (VG-lista)                  | 21            |
| Suiza (Schweizer Hitparade)         | 17            |